# Bob-Europameisterschaft 1965
Die Bob-Europameisterschaft 1965 wurde am 9. und 10. Januar 1965 im Italienischen Cortina d’Ampezzo auf der dortigen Pista olimpica di bob im Zweierbob-Wettbewerb der Männer ausgetragen. Diese EM wurde vom örtlichen Bobclub Christallo aus Cortina wohl ohne Absprache mit der FIBT ausgeschrieben. Entsprechend dürftig waren die Meldungen, letztlich nahmen nur Bobs aus Italien, der Bundesrepublik Deutschland und Österreich teil. Die Bobnation Schweiz blieb dem Wettkampf fern.

## Zweierbob-Ergebnis
Durch etwas glückliche Umstände kam der olympische Silbermedaillengewinner von Innsbruck Erwin Thaler zum Europameistertitel. Der italienische Weltmeister von 1962, Rinaldo Ruatti, führte mit seinem Bremser Enrico De Lorenzo nach dem ersten Lauf. Allerdings kippte die Besatzung im zweiten Lauf aus dem Bob, so dass ihr Gefährt ohne sie im Ziel ankam.
| Rang | Bob                                              | Lauf 1      | Lauf 2      | Gesamtzeit  |
| ---- | ------------------------------------------------ | ----------- | ----------- | ----------- |
| 1    | Österreich Erwin Thaler Adolf Koxeder            | 1:21,64 min | 1:22,18 min | 2:43,82 min |
| 2    | Italien Remo Mosa Enzo Pierini                   | 1:22,30 min | 1:21,97 min | 2:44,27 min |
| 3    | Italien Angelo Frigerio Sergio Mocellini         | 1:22,11 min | 1:23,27 min | 2:45,48 min |
| 4    | BR Deutschland Franz Wörmann Hubert Braun        | 1:23,06 min | 1:21,58 min | 2:45,64 min |
| 5    | BR Deutschland Anton Pensperger Roland Eberhardt | 1:23,00 min | 1:22,71 min | 2:45,71 min |
| 6    | Italien Gianfranco Gaspari Leonardo Cavallini    | 1:24,15 min | 1:21,86 min | 2:46,01 min |
| 7    | Österreich Max Kaltenberger Hans Ritzl           | 1:22,48 min | 1:23,97 min | 2:46,45 min |
| 8    | Italien Nevio De Zordo Italo De Lorenzo          | 1:24,12 min | 1:21,44 min | 2:46,56 min |
| 9    | BR Deutschland Baumann Schmidt                   | 1:23,64 min | 1:23,05 min | 2:46,69 min |
| 10   | BR Deutschland Willi Schäfer Horst Floth         | 1:23,82 min | 1:24,64 min | 2:48,46 min |

## Medaillenspiegel
| Platz | Nation     | Gold | Silber | Bronze |
| ----- | ---------- | ---- | ------ | ------ |
| 1     | Österreich | 1    | —      | —      |
| 2     | Italien    | —    | 1      | 1      |